# Gypona onca
Gypona onca är en insektsart som beskrevs av Freytag 2006. Gypona onca ingår i släktet Gypona och familjen dvärgstritar. Inga underarter finns listade i Catalogue of Life.